# ナカム
ナカム（ヘブライ語: נקם、英語: Nakam）は約50人のホロコースト生存者による組織で、1945年にホロコーストを通じた600万人のユダヤ人虐殺に報復すべくドイツ人やナチスを殺害しようとした団体である。アッバ・コヴナー（Abba Kovner）に率いられ、「国家には国家を」という掛け声のもと600万人のドイツ人を無差別に殺害しようとした。コヴナーは大量のドイツ人を殺害するために、水に混ぜる大量の毒を手に入れるべくイギリス委任統治下のパレスチナへ行き、また彼の信奉者たちはニュルンベルクの水道施設に潜入した。しかしながら、コヴナーはヨーロッパへ帰る途中にイギリスによって逮捕され、毒物は船外に投棄された。
この失敗をうけて、組織の残りは「プランB」に目を向け、アメリカによって捕えられたドイツ人捕虜を標的にした。彼らは地元でヒ素を入手し、捕虜収容所に配給しているパン屋に潜入した。首謀者たちはニュルンベルクの生活協同組合のパン屋（Konsum-Genossenschaftsbäckerei）で3000斤のパンに毒を盛り、ラングヴァッサー捕虜収容所（Langwasser internment camp）の2000人以上のドイツ人捕虜が体調を崩した。しかしながら、組織の活動による死亡者はいなかった。ナカムは複数の人々にテロ組織だと考えられていたにもかかわらず、ドイツの検察官は「異常な状況」を理由にメンバーの2人について訴訟を棄却した。

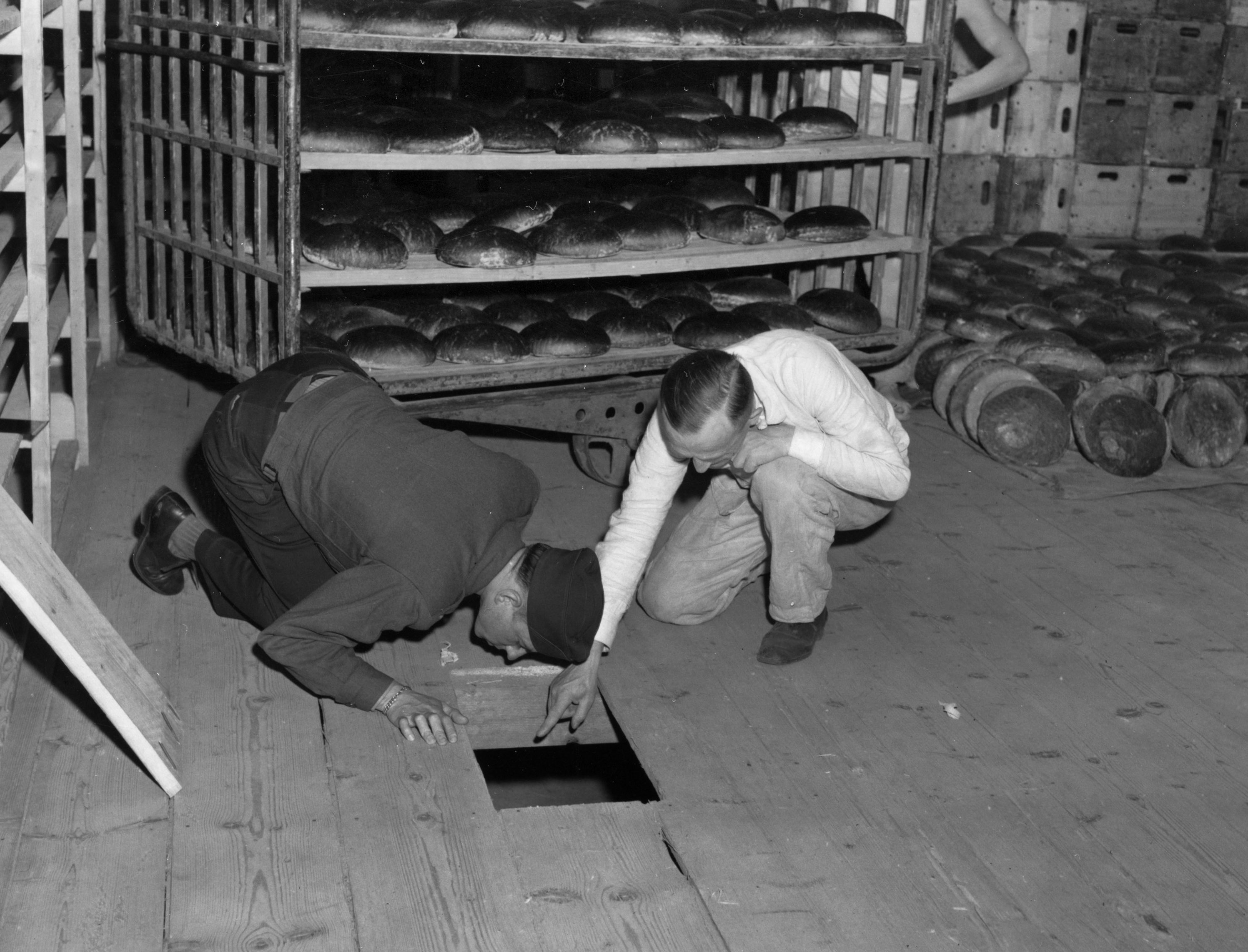
ニュルンベルクのパン屋における毒害事件ののちに捜査をするアメリカ軍中尉（左）とドイツ人刑事

## 背景
ホロコーストの中でナチス・ドイツとその同盟国、協力国は約600万人のユダヤ人を殺害したが、その手法は大量銃殺や毒ガスを含む、多様なものであった。多くの生存者は家族も共同体も失い、通常の生活に戻るということは想像し難かった。ナチスの戦争犯罪もしくはドイツ人全体に対する復讐心は広まっていった。1942年後半から、ホロコーストの情報がイギリス委任統治下のパレスチナまで届くにつれて、ユダヤ系新聞では報復を求める声が多くなった。ワルシャワ・ゲットー蜂起の指導者の一人であるイツハク・ツケルマンはのちに、「復讐に執着しないユダヤ人を知らなかった」と語っている。しかしながら、生還者のうちこうした夢想に基づいて行動したものはほとんどおらず、大多数はむしろ生活と共同体の再建、死者の追悼に注力した。イスラエルの歴史家、ディナ・ポラット（Dina Porat）はおよそ200から250人のホロコースト生還者が暴力的復讐の厳正なる実行を試み、ナカムはその重要な一部であったと評している。モサドによる暗殺などを含めると、こうした活動によって1000から1500人もの人々の命が奪われた。

## 組織

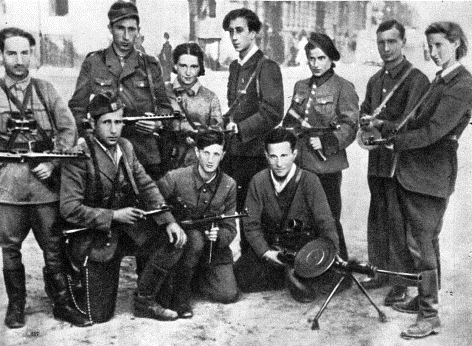
解放後のヴィリニュスのユダヤ人パルチザン。コヴナーは中央に立っている。

1945年、アッバ・コヴナー（Abba Kovner）はポナリの虐殺（Ponary massacre）や絶滅収容所の一つ、マイダネク（ルブリン強制収容所）の現場を見て、さらにルーマニアでアウシュヴィッツの生存者と面会したのち、復讐を誓った。彼は50人のホロコースト生存者を雇った。多くが元ユダヤ人パルチザンたちであったが、一部ソ連を脱出してきた人々も僅かに含んでいた。潜伏生活ができる人々が募集され、ほとんどが20代前半で、ヴィリニュス、リウネ、チェンストホヴァ、クラクフから集められた。一般には「Nakam（"復讐"）」の名で知られていたが、組織ではヘブライ語の名前である「דין（Din、"審判"）」もしくは「דם ישראל נוטר（Dam Yisrael Noter、"イスラエルの復讐者の血"）」の頭字語を用いていた。
組織のメンバーはナチス・ドイツの敗北がすなわちユダヤ人がホロコースト級の他のジェノサイドから安全になったことを意味するわけではないと信じていた。特にコヴナーは同害復讐、すなわち600万人のドイツ人を殺害することが唯一、ユダヤ人の敵に責任を免れることはできないのだと教える方法であると信じており、「行動は衝撃的であるべきだ。アウシュヴィッツ以後もはや普通には戻れなくなったと、ドイツ人は知るべきだ。」と語っている。生存者によれば、コヴナーの「催眠的な」雄弁は彼らが感じていた感情に言葉を与えるものであった。組織のメンバーは、当時の法律ではホロコーストのような過激な出来事を適切に処罰することができず、世界の完全なる道徳的破綻は壊滅的な報復のための暴力によってのみ正されると信じていた。こうした行動についてポラットは、ナカムは苦められた生存者たちが「社会と法律による生活に戻る」準備を整える前の「必要な段階」であったのではないかと仮説を立てている。
組織の指導者たちは二つの計画を立てた。プランAは多数のドイツ人を殺害する計画であり、そしてプランBはアメリカの捕虜収容所に収容されていた数千のナチス親衛隊を毒殺する計画であった。コヴナーの一団はルーマニアからイタリアへと移り、コヴナーにアリヤー・ベト（Aliyah Bet）の組織を援助してもらうことを望んでいたイギリス陸軍のユダヤ人旅団（Jewish Brigade）から歓迎を受けた。しかしコヴナーはすでに復讐する気になっていたので、これを断った。ナカムは地下支部のネットワークを構築し、直ちに資金調達、ドイツのインフラ設備への潜入、毒の確保のために出発した。組織はハショメル・ハツァイル（Hashomer Hatzair）の密使からドイツで偽造されたイギリス通貨を大量に提供してもらい、出資者に寄付を迫り、そしてまたユダヤ人旅団の中のシンパからも資金を獲得した。

## プランA
ヨセフ・ハルマッツ（Joseph Harmatz）は、ポーランドの強制移住者「マイム・メンデレ」になりすまし、ニュルンベルクの公営水供給施設に潜入を試みた。ナカムがこの街を標的にしたのは、この街がナチスの拠点となってきたからであった。連合軍の爆撃（Bombing of Nuremberg）によって町の大半が破壊されたことで住宅不足が起きていたため、ハルマッツは共謀者のために借りる部屋を探すのに苦労した。彼は賄賂を通じて、クラクフの技師であり、流暢なドイツ語を話すヴィレク・シュヴェーツライヒ（Willek Schwerzreich）を公営水道会社の職につけることができた。シュヴェーツライヒは給水系統と主な送水バルブの制御に関する計画を入手し、できる限り多くのドイツ人を殺害するためにはどこに毒を投入すべきかということを企んだ。その頃パリでは、パシャ・ライヒマン（Pasha Reichman）がナカムの支部を統括しており、その中には、コヴナーの将来の妻であり、ヴィリニュス・ゲットーにいた際の地下組織の同志でもあったヴィクタ・ケンプナー（Vitka Kempner）も含まれていた。伝えられるところによれば、ライヒマンはのちにドイツの避難民収容所を訪れたとき、ダヴィド・ベン＝グリオンとも話したというが、ベン＝グリオンはホロコーストの復讐をするよりも、イスラエルの独立に向けて仕事をすることを選んだという。
コヴナーはイギリス委任統治領パレスチナのユダヤ人指導団体である、イシューブの指導者から毒を入手することになった。1945年7月、コヴナーはユダヤ人旅団を去ってミラノへ向かい、翌月には休暇中のユダヤ人旅団の兵隊を装って、パレスチナ行きの船に乗船した。彼が不在の間、ヨーロッパではライヒマンが指揮を取った。パレスチナに到着してすぐ、コヴナーは非合法移民機関によって三日間アパートメントに拘束され、個人的に機関長のシャウル・マイロフから尋問を受けた。コヴナーはハガナーの長であったモシェ・スネー（Moshe Sneh）やイスラエル・ガリリ（Israel Galilee）と交渉し、殺害行為にイシューブを関与させないことを条件に、小さな復讐のために毒をもらえるよう説得できることを期待した。
9月、コヴナーはヨーロッパのナカムに対して、毒の調達に失敗したこと、そしてナカムはヴィリニュス・ゲットーの反乱軍に加わっていた化学者のイツハク・ラトナー（Yitzhak Ratner）を採用し、プランBに集中すべきだということを伝えた。コヴナーはついに、ハガナーの一員でもあったヘブライ大学の生徒を介して、同大学の化学者であったエフライム・カツィールやアーロン・カツィール（Aharon Katzir）の紹介を受けた。カツィール兄弟はコヴナーの復讐計画に同調的であり、ヘブライ大学の化学薬品保管庫の責任者に対して、コヴナーに毒を渡すよう説得した。事後数十年経ってからコヴナーが語ったことには、当時の世界シオニスト機構（World Zionist Organization）の議長であり、彼をカツィール兄弟へと導いたハイム・ヴァイツマンに対して、彼はプランBを売り込んでいたという。しかしながら彼の伝記によれば、もしコヴナーがヴァイツマンに会っていたとしても、それは1946年の2月か3月のことであり、その時すでにヴァイツマンは出国済みであった。
複数回の遅延ののち、1945年12月にコヴナーはエジプト・アレクサンドリアを訪れたが、休暇から戻ったユダヤ人旅団の兵士であることを証明する偽の書類と、歯磨き粉のチューブに隠された金や毒の入った缶を入れた鞄を携えていた。フランス・トゥーロン行きの船に乗船して間もなく、コヴナーと他3人の名前が船内アナウンスで呼ばれた。コヴナーは友人のイツィク・ローゼンクランツ（Yitzik Rosenkranz）に、鞄をパリにいるケンプナーのもとまで運ぶよう頼み、そして毒の半分を船外へと投げ捨てた。この後、彼は出頭し、イギリス警察に逮捕された。ナカムのメンバーたちはのちに、コヴナーはハガナーに裏切られていたのだと主張しているが、ディナ・ポラットが述べることには、彼はアリヤー・ベトの組織者の疑いがあるとして逮捕された可能性の方が高いという。英語を話さず、ユダヤ人旅団の訓練にも参加していなかったコヴナーがナカムについて尋ねられることはなく、エジプトとパレスチナにおける2ヶ月の拘置の末、解放された。彼のナカムへの関与はこの時終わりを迎えた。

## プランB
コヴナーが必要な量の毒を入手することができなかったので、ニュルンベルク支部は1946年の1月には元ナチス親衛隊の捕虜の毒殺へと計画を切り替えていた。ほとんどのナカムの活動団体は命令通り解散し、メンバーは強制移住者収容所へと離散していたが、指導者たちからは将来的にはプランAを実行するために活動を再開することが約束されていた。一方でニュルンベルクとダッハウの支部はアメリカの大規模な捕虜収容所が近辺にあったため、活発なままであった。イツハク・ラトナーは地元から毒を入手するために組織に採用された。1945年10月、彼はパリのナカム本部に研究所を設置し、味も匂いもなく、遅効性を持つ毒を見つけるべく、さまざまな配合を試した。ラトナーはついにパンに塗ることができるヒ素、のりとそのほかの添加剤の混合物を配合し、猫を用いた実験でその致死性を証明した。彼は製革業界で働く友人から18キログラム (40 lb)以上のヒ素を入手し、ドイツに密かに運んだ。
ナカムはニュルンベルクに近いラングヴァッサー捕虜収容所（Langwasser internment camp）に集中した。そこには12,000から15,000の捕虜、しかも多くは元ナチス親衛隊将校か有力なナチス党員であったが、こうした人々がアメリカによって拘置されていた。初めに、2人のナカムのメンバーが収容所から雇われ、一人は運転手として、もう一人は倉庫の労働者として働いた。ラングヴァッサーへのパンはニュルンベルクに一軒しかないパン屋である、生活協同組合のパン屋（Konsum-Genossenschaftsbäckerei）から供給されていた。複数のナチスの強制収容所からの生存者であるライプケ・ディステル（Leipke Distel）は、カナダにあるおじのパン屋で働くためのビザを待つポーランドの避難民を装った。彼は店長にただ働きさせてもらえないかと頼み、タバコやアルコール、チョコレートといった賄賂を渡したのちに、パン屋の倉庫に出入りすることを許された。ナカムの工作員たちは毎晩フュルトに借りた部屋に集まり、彼らが見つけたものや、特にどのようにすれば復讐をドイツ人捕虜に留め、アメリカ人の守衛たちに害を与えることを避けられるかということについて話し合った。ハルマッツが少数の労働者を収容所の事務員の職に就かせると、土曜日にはアメリカ人の守衛たちに特別に白パンが支給されるのでドイツ人捕虜のみが黒パンを食べる、ということを彼らは発見した。ゆえに、攻撃の実行は土曜日の夜と定められた。

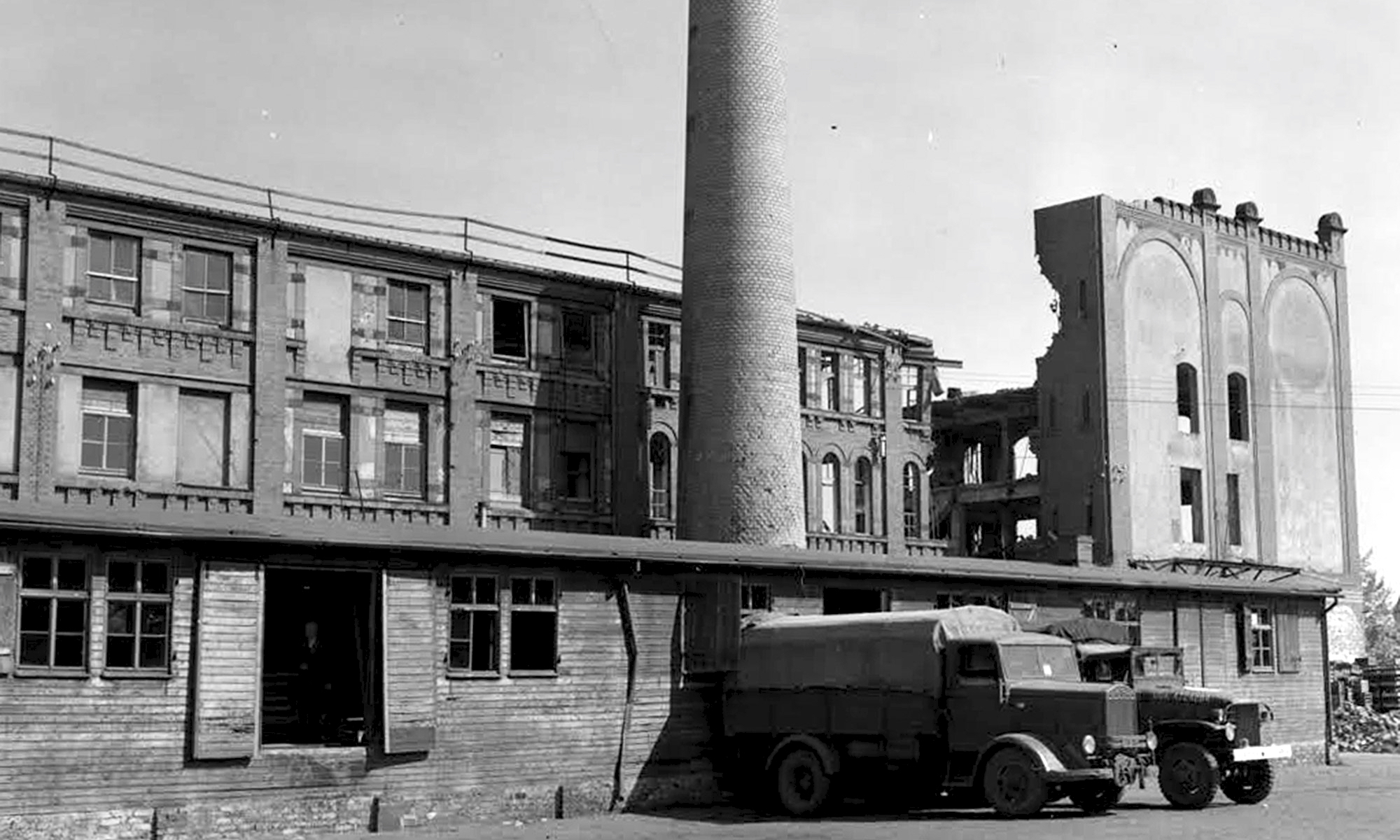
ニュルンベルクの生活協同組合のパン屋

ダッハウに近い捕虜収容所とそこに供給を行うパン屋に関しても、ワルシャワ・ゲットー蜂起を経験したシムチャ・ロテム（Simcha Rotem）の努力によって、同様の準備が行われた。パン屋で働くポーランド人と懇意になったのち、ロテムは店長を酒に酔わせ、鍵のコピーを作って、鍵を店長の酔いが覚める前に返した。予定されていた攻撃の日の数日前にライヒマンがアメリカ陸軍に在籍するユダヤ人諜報部員から入手した情報によれば、工作員のうち二人が警察から指名手配を受けていることがわかった。命令通り、ダッハウのナカムの工作員たちは1946年4月11日に計画を中止した。ライヒマンが恐れていたのは、第一の計画が失敗することで収容所におけるアメリカの安全対策が強化され、第二の計画が妨げられることであった。
この頃までに6人のナカムのメンバーがニュルンベルクの生活協同組合のパン屋で働いていた。食料の盗難を防ぐための厳しい警備をかいくぐって、彼らは数日にわたりレインコートの下に隠してヒ素を密かに持ち込み、それを床板の下に隠した。実験によってヒ素の混合物は均等に広がらないことがわかっていたので、工作員たちはそれぞれのパンの塊の底に混合物を塗ることに決めた。4月13日土曜日、パン屋の従業員はストライキ中であったので、ナカムの工作員の到着は遅れ、うち3人はパン屋の中に入ることもできなかった。結果的に14,000個に毒を塗る計画のうち、ディステルともう二人の共犯者だけが約3,000個に塗る時間しかなかった。実行したのちに彼らはチェコスロヴァキアへ逃亡し、アウシュヴィッツの生存者であるイェフダ・マイモン（Yehuda Maimon）に助けられて、イタリアを通ってさらに南フランスまで逃げた。
1946年4月23日にニューヨーク・タイムズ紙は、2,283人のドイツ人捕虜が毒によって体調を崩し、うち207人は重症につき入院したことを報じた。しかしながら、最終的には計画による死者は出なかった。アメリカの情報自由法（Freedom of Information Act）に基づく国立公文書記録管理局への情報公開請求によって入手された文書によれば、パン屋から発見されたヒ素はおよそ60,000人を殺害しうる量であったという。なぜ工作員たちが失敗したのかという理由は明らかになっていないが、彼らが毒を薄く広げすぎたことか、もしくは捕虜たちがパンに毒が塗られていることに気づいてあまり口にしなかったことに原因があるのではないかと指摘されている。

## その後
約30人の元ナカム工作員たちは1946年6月23日に「ビリヤ（Biriya）」号に乗船し、6月末に到着した後に、イギリス当局によって短期間拘束された。彼らはコヴナーのキブツ、アイン・ハオレシュ（Ein HaHoresh）でハガナーの幹部やイスラエル労働党から歓迎を受け、国内旅行に招待された。コヴナーも多くの工作員も復讐の時は過ぎ去ったと考えていたが、ボレク・ベン＝ヤーコフ（Bolek Ben-Ya'akov）率いる少人数のグループは復讐を続けるべくヨーロッパへと戻った。ほか9人のナカムの工作員らも1947年春に離脱し、労働党の政治家、アッバ・フシ（Abba Hushi）の援助で翌年ヨーロッパへと戻った。

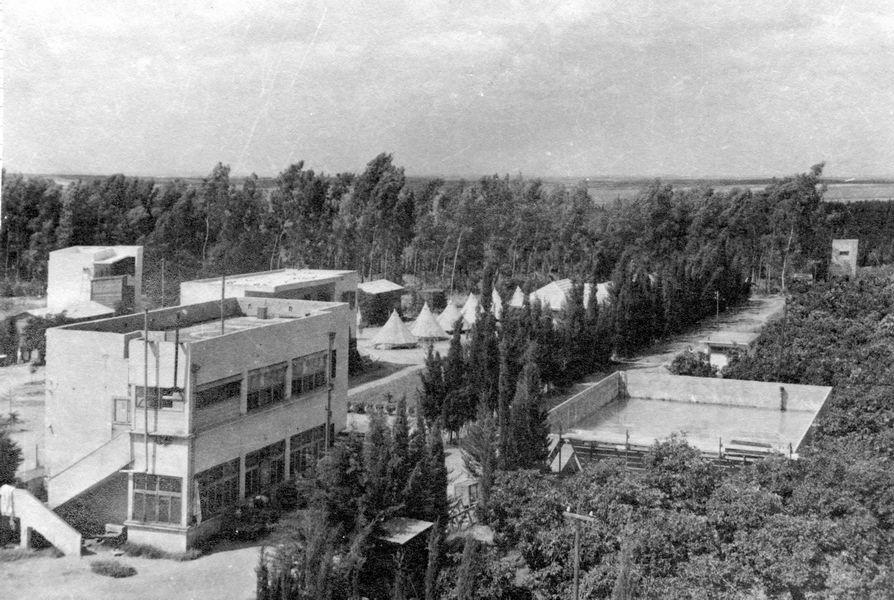
1940年のアイン・ハオレシュ

離脱した一団は物資的にも財政的にも多くの困難に直面し、さらに1949年にドイツ連邦共和国が成立すると違法な計画はより困難となった。多くのメンバーは生計を立てるために犯罪人生を歩むこととなり、その後は元フランス・レジスタンスのメンバーの力を借りて、ドイツの刑務所から脱走を図った。大半は1950年から1952年の間にイスラエルに戻った。ベン＝ヤーコフは後のインタビューで、もし彼が復讐しようとしていなければ「鏡の中の自分の姿を見つめることはできなかった」と語っており、また復讐が成功しなかったことを深く後悔し続けているとも述べている。イスラエルに来た後、元ナカムのメンバーは自分自身の経験について語ることを数十年間拒み、1980年代にようやく議論されるようになった。ポラットは、コヴナーはナカムに参加することで「政治的に自殺した」と論じており、彼女はまたその失敗を「奇跡」と表現している。ナカムのメンバーたちは自責の念を示すことはなく、ドイツ人たちは「それに値した」と語っており、自らの行動に対しては許しよりも認知されることを望んでいた。
1999年、ハルマッツとディステルはドキュメンタリーに出演し、ナカムにおける自身の役割について議論した。ディステルは、ナカムの行動は道徳的なものであり、ユダヤ人には「ドイツ人に復讐する権利があった」と断言した。ドイツの検察官は彼らに対して殺人未遂の容疑で捜査を開始したが、「異常な状況」を理由に2000年には予備調査を打ち切った。2019年11月現在、メンバーのうち4人が存命中であると報告されている。

### 大衆文化への影響と歴史学的研究
ナカムの計画に関する初期のジャーナリスティックな記述はマイケル・バー＝ゾウハーの1969年の著作『復讐者たち』に見られる。1971年にはマイケル・エルキンス（Michael Elkins）によってフィクション化された。ジョナサン・フリードランド（Jonathan Freedland）の小説もこの話に基づいている。ナカムの物語はドイツの大衆文化にもまた取り入れられている。2009年にはドイツのクレズマー・バンド、ダニエル・カーン＆ザ・ペインテッド・バード（Daniel Kahn & the Painted Bird）が「600万人のドイツ人（ナカム）」という歌を収録している。またコヴナーが晩年にナカムの活動について語ったテープに基づいて、チャンネル4がシリーズ『シークレット・ヒストリー（Secret History）』の中で「ホロコースト—復讐の筋書き（Holocaust – The Revenge Plot）」と題してテレビドキュメンタリーを製作し、2018年1月27日、ホロコースト記念日（Holocaust Memorial Day）に合わせて初めて放送された。
イスラエルのテロリズムの専門家、エフド・スプリンツァク（Ehud Sprinzak）とアイディス・ザータル（Idith Zertal）によれば、世界は非常に邪悪であるので、大規模なカタストロフィーに値するという信念によって、ナカムの世界観はメシアニズム（Messianism）的団体もしくはカルトに類似したものになっていたという。政治的な理由やテロを通じて生まれる新たなより良い未来への希求から暴力的な手段を取る多くのテロ組織とは違い、ナカムは無差別な殺戮を望んでいた。スプリンツァクとザータルによれば、ナカムの工作員は「非常に残忍な扱いを受けた共同体」出身であり、時に破滅的な暴力を考えていた。
ディナ・ポラット（Dina Porat）は歴史学者として初めてナカムに関する体系的な研究を行い、多くの生存者に面会し、彼らの私的な文書を研究した。彼女が立てた仮説によれば、コヴナーと他の指導者たちは復讐がユダヤ人にも大きな危害を与えうることに気づき始めており、計画の失敗は意図的なものであった可能性があるという。そして彼女はナカムのメンバーの性格と、彼らが実施しようとした行動を一致させようとした。ある生存者は、どうやって多くの罪のない人々が殺害されるような攻撃を計画したのかという問いに対して、「もしあなたが私とともに戦後、その場にいたならば、そんなことは言えなかっただろう」と答えている。彼女の2019年のナカムに関する著作は"Vengeance and Retribution Are Mine(לי נקם ושילם)"と題されたが、詩篇からとられたこのフレーズは復讐は神に委ねるのが一番だという彼女の信条を表している。